# Alvin (Illinois)
Pour les articles homonymes, voir Alvin.
Alvin est un village situé au centre-est du comté de Vermilion dans l'Illinois, aux États-Unis,. Le village est fondé en 1872.

## Démographie
Lors du recensement de 2010, le village comptait une population de 270 habitants. Elle est estimée, en 2016, à 261 habitants.

### Source de la traduction
- (en) Cet article est partiellement ou en totalité issu de l’article de Wikipédia en anglais intitulé « Alvin, Illinois » (voir la liste des auteurs).